# Stephanie March
Stephanie Caroline March (Dallas, 23 de julio de 1974) es una actriz estadounidense. Su papel más conocido es el de Alexandra Cabot de la serie de NBC Law & Order: Special Victims Unit.

## Primeros años
March nació en Dallas, Texas, hija de John y Laura March, tiene una hermana, Charlotte. Asistió al Colegio McCulloch y al Instituto Highland Park donde coincidió con su compañera de reparto en la serie Law & Order: Special Victims Unit, Angie Harmon. Después del divorcio de sus padres, su madre se volvió a casar con Robert Derby. En 1996, March se graduó en la Universidad Northwestern, donde era miembro de la hermandad Kappa Alfa Theta.

## Carrera
En la Universidad Northwestern, interpreta a Helena en la obra El sueño de una noche de verano en Chicago, donde empieza  su carrera artística. En 1997, hace su debut televisivo en un episodio de la serie Edición anterior de la CBS. En 1999, March se desplaza a Nueva York haciendo su debut en Broadway en la aclamada obra de Arthur Miller, Muerte de un viajante con Brian Dennehy como protagonista. Más tarde coprotagoniza en televisión la película del mismo título basada en la obra de Miller. En el año 2000, también actuó en el estreno de Broadway de Eric Bogosian Talk Radio protagonizado por Liev Schreiber. También protagoniza el guion de Howard Korder, Boy's Life al lado de Jason Biggs.
En 2003, March hizo su debut cinematográfico con el papel secundario en la comedia política Head of State protagonizada por Chris Rock. Más tarde participó en las películas Sr. y Sra. Smith, The Treatment y Falling for Grace. En 2009, Stephanie participa en la película La Invención de Lying como la mujer de Ricky Gervais, donde le dice que el mundo acabará a no ser que tenga sexo con él. Más tarde coprotagoniza las películas independientes Why Stop Now?, Innocence.
En televisión, ha sido estrella invitada en 30 Rock, la anatomía de Grey, Rescue me, y Happy Endings. Formó parte del reparto de la comedia de la CBS, Made in Jersey en 2012, pero dejó la serie después del episodio piloto.

### Law & Order: Special Victims Unit
March es conocida por su papel como ayudante del fiscal de Distrito Alexandra Cabot en la serie de la NBC , ''Law & Order: Special Victims Unit'', un papel protagonizado de 2000 a 2003. Apareció en la quinta temporada en el episodio ''Loss'', cuando Cabot es disparada y puesta bajo protección de testigo. Regresó a la serie para un episodio en la temporada 10 para continuar como rol principal en la temporada 11. Después de su salida al final de esa temporada, regresó otra vez en la temporada 13 como carácter recurrente.

## Vida personal
March se casó con el famoso cocinero Bobby Flay el 20 de febrero de 2005. Ha aparecido en cuatro ocasiones en shows de cocina de su marido como jurado invitada. De acuerdo a los medios de comunicación, se separaron en marzo de 2015, logrando el divorcio el 17 de julio de 2015.Desde 2017 está casada con Dan Benton.
March es una defensora de los derechos de las mujeres y seguidora de Federación Internacional de Planificación Familiar. En 1938, su bisabuela, Ruby Webster March, fundó el centro de Salud Materna del Oeste de Texas, que formaría parte más tarde de esa Federación.

## Filmografía

### Cine
| Año  | Título                      | Personaje                                | Notas          |
| ---- | --------------------------- | ---------------------------------------- | -------------- |
| 2003 | Focus Room                  | Kim                                      | Corto          |
| 2003 | Head of State               | Nikki                                    |                |
| 2005 | Mr. & Mrs. Smith            | Julie                                    |                |
| 2006 | Flannel Pajamas             | Cathy                                    |                |
| 2006 | The Treatment               | Julia                                    |                |
| 2006 | Copy That                   | Stephanie                                | Corto          |
| 2007 | Falling for Grace           | Kay Douglas                              |                |
| 2009 | Confessions of a Shopaholic | Administradora de tienda de departamento | Escena borrada |
| 2009 | The Invention of Lying      | Rubia                                    |                |
| 2012 | Why Stop Now?               | Trish                                    |                |
| 2014 | Innocence                   | Natalie Crawford                         |                |
| 2019 | The Social Ones             | Miriam Spacelli                          |                |

### Televisión
| Año                  | Título                            | Personaje          | Notas                                               |
| -------------------- | --------------------------------- | ------------------ | --------------------------------------------------- |
| 1997                 | Early Edition                     | Arlene             | "A Bris Is Just a Bris"                             |
| 2000                 | Death of a Salesman               | Miss Forsythe      | Película de televisión                              |
| 2000–2003, 2005–2018 | Law & Order: Special Victims Unit | Alexandra Cabot    | Principal (T 2–5, 11). Recurrente (T 6, 10, 13, 19) |
| 2005                 | Jesse Stone: Night Passage        | Cissy Hathaway     | Película de televisión                              |
| 2006                 | Conviction                        | Alexandra Cabot    | Principal                                           |
| 2006                 | 30 Rock                           | Gretchen Thomas    | "Blind Date"                                        |
| 2007                 | Grey's Anatomy                    | Jane               | "Physical Attraction... Chemical Reaction"          |
| 2009                 | Rescue Me                         | Psíquico           | "Jimmy"                                             |
| 2012                 | Made in Jersey                    | Natalie Minka      | "Pilot"                                             |
| 2013                 | Happy Endings                     | Brooke Kerkovich   | "Brothas and Sisters"                               |
| 2015                 | Neon Joe, Werewolf Hunter         | May. Carol Blanton | Recurrente. 5 Episodios                             |
| 2018                 | The President Show                | Ivanka Trump       | 1 Episodio                                          |
| 2021                 | Solar Opposites                   | Fiscal defensor    | Voz. "The Apple Pencil Pro"                         |
| 2021                 | A House on Fire                   | Debora Green       | Lifetime television film                            |
| 2022                 | Naomi                             | Akira              | Recurrente. 6 Episodios                             |